# Joseph-Jacques Robert
Joseph-Marie Robert, né le 24 juillet 1780 à La Tortue, près de La Prairie (Bas-Canada), et mort le 18 janvier 1839 à Montréal, est un cultivateur et un patriote canadien. Il est l'un des douze patriotes à être pendus en raison de leur implication dans la Rébellion de 1837-1838.

## Biographie
Joseph-Marie Robert est le fils de Suzanne Roy et de Jacques Robert. Son père était capitaine de milice de Saint-Philippe et, à ce titre, il prit part à la Bataille de la Châteauguay en 1813. Joseph Robert épouse Marie-Josèphe Lanctôt le 14 juillet 1806, dont il aura cinq enfants.

## Rébellion des Patriotes
Capitaine de milice comme son père, Joseph Marie s'engage du côté des Patriotes dès 1832 et appuie les 92 résolutions de Papineau. Il est l'un des premiers à remettre sa démission comme capitaine de milice en novembre 1837.
Dans la nuit du 3 novembre 1838, Robert est le chef de la troupe qui entreprend de désarmer les bureaucrates de Saint-Philippe, de Saint-Constant et de Laprairie en assiégeant la maison du Loyaliste David Vitty à La Tortue. Au cours de l’opération, une fusillade éclate entre les loyalistes et les patriotes. Aaron Walker, un loyaliste, y trouve la mort.

### Procès et exécution
Robert est arrêté le 16 novembre 1838 et son procès en cour martiale a lieu en janvier 1839. Condamné à mort le 10 janvier, il est pendu par les autorités britanniques le 18 janvier 1839, à la prison du Pied-du-Courant à Montréal avec Pierre-Théophile Decoigne, François-Xavier Hamelin, Ambroise Sanguinet et Charles Sanguinet. Robert accepte avec résignation les conséquences de son acte.
Il est le premier à mourir. Comme il traverse la prison pour se rendre vers l’échafaud, il aperçoit plusieurs des détenus qui pleurent. « Consolez-vous, leur dit-il, mais continuez à prier pour mes compagnons et moi-même. » Les deux Sanguinet le suivent dans la mort, puis c'est le tour de Decoigne et de Hamelin qui n'avait que 18 ans.
En dépit des critiques parues notamment dans le journal L'Aurore des Canadas et même dans  le Morning Chronicle, les autorités britanniques poursuivent les procès. Le 11 janvier 1839 débuta celui du groupe des chefs de Beauharnois qui comptait parmi ses membres François-Marie-Thomas Chevalier de Lorimier. Celui-ci sera exécuté le 15 février de la même année avec ses compagnons Amable Daunais, Charles Hindenlang, Pierre-Rémi Narbonne et François Nicolas à la prison du Pied-du-Courant.